# 汉斯·施密特-伊瑟施泰特

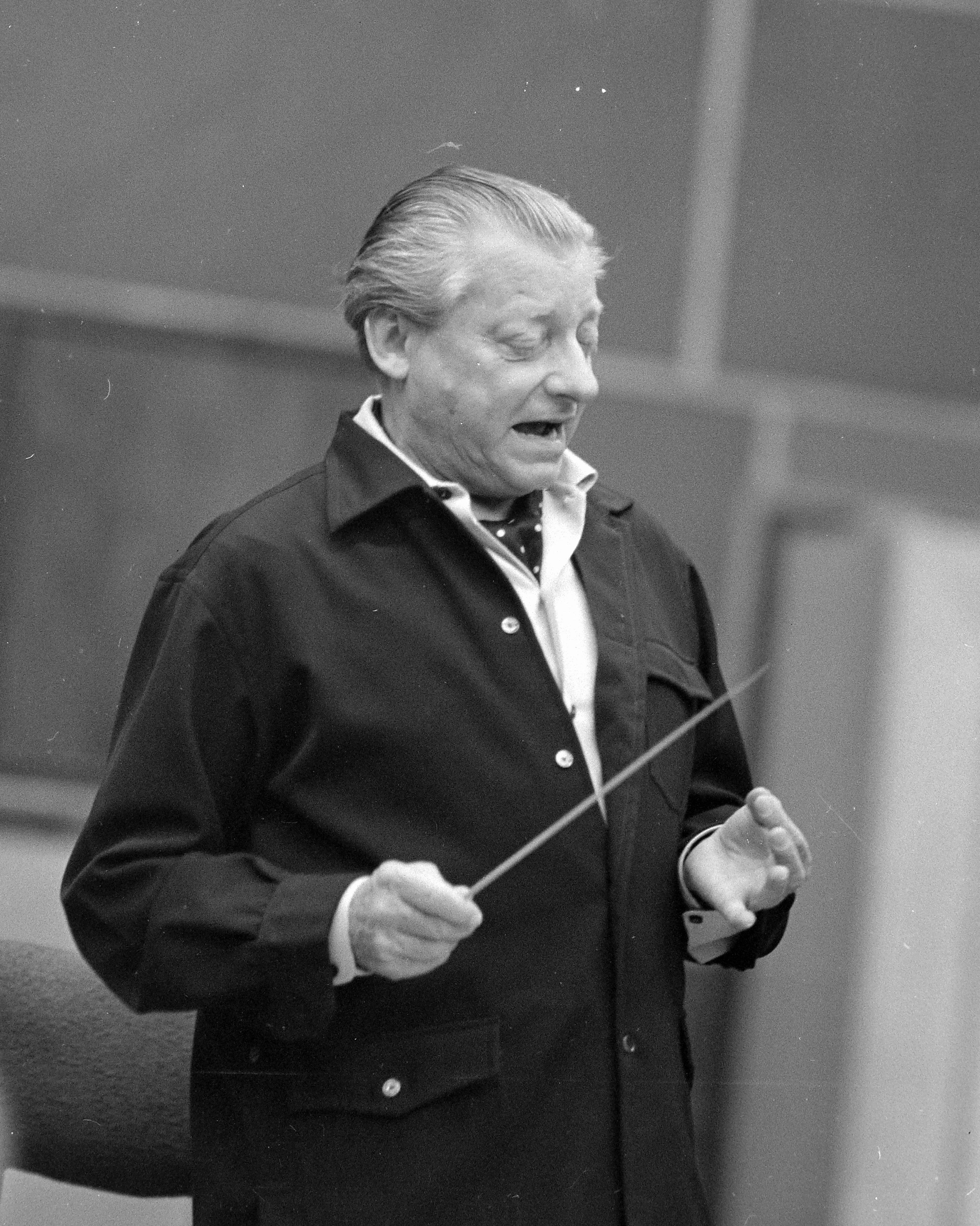
1965年的汉斯·施密特-伊瑟施泰特

汉斯·施密特-伊瑟施泰特（德语：Hans Schmidt-Isserstedt，1900年5月5日—1973年5月28日），德国指挥家、作曲家。在若干所音乐学院学习后，他在1923年至1945年期间在德国的歌剧院工作，先是担任声乐指导，然后担任越来越高级的指挥职位，最后成为柏林德意志歌劇院的音樂總監（GMD）。
二战结束后，施密特-伊瑟施泰特应英国占领军的邀请，组建了德国西北广播交响乐团，从1945年到1971年，他担任该乐团的音乐总监和首席指挥。他经常担任世界各地主要交响乐团的客座指挥，并不时回到歌剧界，在格林德伯恩歌剧节、科文特花园以及漢堡國立歌劇院演出。
施密特-伊瑟施泰特以其透明的管弦音色、严格的节奏精度以及拒绝台上的多余手势和风格主义而闻名。他的大量录音遗产以他广泛参与的奥地利-德国经典作品为主，同时也包括捷克、英国、法国、意大利和俄罗斯作曲家的作品。

## 生平和事业

### 早年
施密特-伊瑟施泰特于1900年5月5日出生在柏林。他在柏林音乐学院跟随弗朗兹·施雷克尔学习作曲，同时也是海德堡、明斯特和柏林大学的学生。在柏林大学，他撰写了一篇关于意大利对莫扎特早期歌剧配器的影响的博士论文。他早期受到的音乐影响包括指挥家尼基施·阿图尔和费利克斯·魏因加特纳。
1923年，施密特-伊瑟施泰特加入伍珀塔尔歌剧院，成为一名声乐指导。他在罗斯托克歌剧院（1928-1931）和达姆施塔特州立剧院（1931-1933）担任指挥职务，指挥北德罗斯托克爱乐。1935年，他被任命为汉堡国立歌剧院的第一指挥，这个职位他一直担任到1943年。同年，他被调到柏林德意志歌剧院担任歌剧总监，并在第二年成为那里的音樂總監（德語：Generalmusikdirektor）。他成功地保住了这些高级职位，并被列入第三帝国的天赋艺术家名单中，尽管他避免加入纳粹党，并有一个犹太妻子，1936年他把她和他们的两个儿子送到英国以保安全。

### 战后
1945年，第二次世界大战结束后，英国占领军在汉堡建立了一个新的广播电台——德国西北广播公司。总监休·格林任命施密特-伊瑟施泰特为音乐总监，并责成他为该电台组建和训练一个交响乐团。指挥家的传记作者胡贝特·吕布萨特（Hubert Rübsaat）写道，他组建了一个“无中生有”（"aus dem Nichts"）的乐团。他以伦敦的BBC交響樂團和纽约的NBC交响乐团为范本——这些乐团主要为广播而组建，具有最高的演奏水准。他花了6个月时间使新的德国西北广播交响乐团（NWDR SO）达到了他所要求的标准，并于1945年11月指挥了该乐团的第一场公开音乐会。在1955年对广播乐团的调查中，《音乐时报》评论说，德国西北广播交响乐团很快就被公认为“甚至足以挑战柏林爱乐乐团”。
在接下来的26年里，施密特-伊瑟施泰特一直担任德国西北广播交响乐团的音乐总监。他邀请了许多客座指挥家与乐团合作，但乐团的定期录音室广播大多由他指挥。他推出了一个公开的音乐会季，每年有十场演出。演出曲目非常广泛，包括那些被纳粹禁止的作曲家的作品，如巴托克、斯特拉文斯基和欣德米特，以及蒂皮特、布里顿和其他当代作曲家的最新作品。施密特-伊瑟施泰特和乐团在国外巡演，在法国、英国、苏联和美国演出。从1955年到1964年，他把在汉堡的工作与斯德哥尔摩皇家爱乐乐团的首席指挥结合起来，并以客座指挥的身份出现在世界主要音乐中心的120多个乐团。
施密特-伊瑟施泰特不时地回到歌剧领域。他在战后的第一次歌剧演出是在汉堡国家歌剧院的珀塞尔《狄多与埃涅阿斯》，在1940年代末，他在德国首次演出了布里顿的《乞丐歌剧》版本。在萨塞克斯郡和爱丁堡音乐节的格林德伯恩歌剧节，他指挥了《女人皆如此》、《奥里伯爵》、《阿里阿德涅在纳克索斯》和《士兵的故事》，以及一系列著名的《费加罗的婚礼》（1958年），他认为演员阵容近乎完美，包括杰兰特·埃文斯、皮拉尔·洛伦加尔、格拉齐耶拉·休蒂和特蕾莎·布干薩。在科文特花园皇家歌剧院，他指挥了《特里斯坦与伊索尔德》，由沃尔夫冈·温德加森和比尔吉特·尼尔森演唱标题中的两名角色（1962年），以及由唐纳德·麦金太尔饰演荷兰人的《漂泊的荷兰人》（1972年）。
在施密特-伊瑟施泰特自己的作品中，有歌曲，歌剧 Hassan gewinnt（罗斯托克，1928年）和管弦乐队作品。
1973年5月28日，施密特-伊瑟施泰特在汉堡附近的平讷贝格县霍尔姆去世，享年73岁。《泰晤士报》对他的成就进行了总结：

## 录音
从1934年起，施密特-伊瑟施泰特就活跃在录音室里。他的早期唱片包括与小提琴家格奥尔格·库伦坎普夫合作的一系列协奏曲演出，被《泰晤士报》称为“精彩”。这些唱片是为德律風根制作的，包括贝多芬、门德尔松、舒曼和勃拉姆斯的小提琴协奏曲。
战后，施密特-伊瑟施泰特为许多公司录制了唱片，包括迪卡。《泰晤士报》将施密特-伊瑟施泰特1953年与德国西北广播交响乐团录制的德沃夏克第七交响曲称为“经典之作”。那张唱片是由约翰·卡尔肖制作的。但施密特-伊瑟施泰特的儿子埃里克·史密斯后来加入了公司，并制作了他父亲的许多唱片。在施密特-伊瑟施泰特为迪卡主持的主要项目中，有一个与威廉·巴克豪斯和维也纳爱乐乐团在1958-59年录制的贝多芬钢琴协奏曲全集，以及与同一乐团在1965年到1969年录制的贝多芬九部交响曲全集。《泰晤士报》对它们的评价是：“它们是典型的理智的、探索性的诠释，完全没有个人的风格注意，因此非常值得推荐给大家反复聆听。”
当埃里克·史密斯离开迪卡为飞利浦唱片公司工作时，他的父亲开始为该公司录音。他在去世前不久录制的最后一张唱片，是与阿尔弗雷德·布伦德尔和皇家音乐厅管弦乐团合作的勃拉姆斯第一钢琴协奏曲。尽管人们常将他与德奥音乐联系在一起，但他录制的曲目也包括捷克、英国、法国、意大利和俄罗斯作曲家的作品。